# Luis de Zúñiga y Requesens
Luis de Requesens y Zúñiga (Barcellona, 25 agosto 1528 – Bruxelles, 5 marzo 1576) è stato un militare, diplomatico e politico spagnolo, Governatore del Ducato di Milano (1572–1573) e governatore dei Paesi Bassi meridionali (1573–1576).

Luis de Zúñiga y Requesens

Precettore di Don Giovanni d'Austria, ebbe una parte importante nella grande vittoria della Lega Santa nella Battaglia di Lepanto.

## Biografia
Nel 1563 fu inviato come rappresentante del re di Spagna a Roma. Nel 1568 fu nominato luogotenente generale di Don Giovanni d'Austria durante la repressione della rivolta moresca a Granada e nel 1571 accompagnò don Giovanni d'Austria anche durante la campagna della Battaglia di Lepanto.
Nel 1572 Filippo II lo nominò governatore dello Stato di Milano. L'anno seguente gli fu affidato il governo dei Paesi Bassi, succedendo così al Duca di Medinaceli, la cui politica repressiva, continuativa di quella del Duca d'Alba, non aveva raggiunto l'obiettivo di pacificare il paese, nonostante le ripetute vittorie riportate sui ribelli olandesi. Requesens ricevette precise istruzioni per i negoziati: doveva salvaguardare, a ogni costo, la sovranità del legittimo governante dei Paesi Bassi e l'ortodossia cattolica. Ma i buoni uffici di Requesens non evitarono la continuazione della lotta, a causa dell'ostinata opposizione dei ribelli. Già prima di partire per Bruxelles Requesens emanò una amnistia generale, abolì il Consiglio dei torbidi e delle imposte. Però questa manifestazione di buona volontà non ottenne risultati, soprattutto nelle province settentrionali, e nell'autunno del 1573 Requesens dovette ricorrere alle armi per imporre la sua autorità.
Nel febbraio del 1574 i ribelli avevano conquistato il porto di Middelburg, ma Requesens riportò una brillante vittoria sulle truppe di Luigi di Nassau a Mook, nella valle della Mosa, nella quale persero la vita i due fratelli di Guglielmo d'Orange. A questo punto mancarono i soldi per pagare i soldati spagnoli e Requesens si vide costretto a cercare un accordo con Guglielmo d'Orange con la mediazione dell'imperatore Massimiliano II. I colloqui si svolsero a Breda, ma i negoziati non portarono a nulla di fatto. Requesens dovette riprendere la lotta ma le truppe spagnole si ammutinarono perché non erano state pagate e così le operazioni militari si bloccarono per un anno.
Requesens morì improvvisamente a Bruxelles il 5 marzo 1576 e fu sostituito nel governo dei Paesi Bassi, ormai nel caos, da Don Giovanni d'Austria.

## Famiglia e titoli
Nacque a Barcellona da una famiglia nobile e fu educato da un precettore gesuita, Juan de Arteaga y Avendaño, che era stato uno dei primi discepoli di Sant'Ignazio di Loyola. Quando suo padre, don Juan de Zúñiga y Avellaneda, secondogenito del Conte di Miranda, fu nominato precettore del principe don Filippo all'inizio del 1535, Luis de Requenses fu nominato paggio di don Filippo, per cui ricevettero la stessa educazione per tutto il tempo che rimasero insieme.
Nel 1537 l'imperatore Carlo V gli conferì l'appartenenza all'Ordine di Santiago.
Dopo la morte nel 1576, il corpo di Requesens fu trasportato a Barcellona, sua città natale, e fu sepolto nella tomba di famiglia, nella cappella annessa al Palau Reial (palazzo della famiglia Zúñiga y Requesens).

## Albero genealogico
|                                                         |                                                  |                                                                 | Genitori                                               |  |  | Nonni |  |  | Bisnonni                                           |  |  | Trisnonni                                                   |  |
|                                                         |                                                  |                                                                 |                                                        |  |  |       |  |  | Diego López de Zúñiga y Guzmán, I conte di Miranda |  |  | Pedro López de Zúñiga y García de Leyva, I conte di Ledesma |  |
|                                                         |                                                  |                                                                 |                                                        |  |  |       |  |  | Diego López de Zúñiga y Guzmán, I conte di Miranda |  |  | Pedro López de Zúñiga y García de Leyva, I conte di Ledesma |  |
|                                                         |                                                  | Isabel de Guzmán y Ayala, III signora di Gibraleón              |                                                        |  |  |       |  |  | Diego López de Zúñiga y Guzmán, I conte di Miranda |  |  |                                                             |  |
| Pedro de Zúñiga y Avellaneda, II conte di Miranda       |                                                  |                                                                 |                                                        |  |  |       |  |  | Diego López de Zúñiga y Guzmán, I conte di Miranda |  |  |                                                             |  |
|                                                         |                                                  | Aldonza de Avellaneda Aza y Fuente-Almejír                      | Juan de Avellaneda, alfiere maggiore di Castiglia      |  |  |       |  |  |                                                    |  |  |                                                             |  |
|                                                         |                                                  | Aldonza de Avellaneda Aza y Fuente-Almejír                      | Juan de Avellaneda, alfiere maggiore di Castiglia      |  |  |       |  |  |                                                    |  |  |                                                             |  |
|                                                         |                                                  | Aldonza de Avellaneda Aza y Fuente-Almejír                      | Constanza Ramirez De Arellano                          |  |  |       |  |  |                                                    |  |  |                                                             |  |
| Juan de Zúñiga Avellaneda y Velasco                     |                                                  | Aldonza de Avellaneda Aza y Fuente-Almejír                      |                                                        |  |  |       |  |  |                                                    |  |  |                                                             |  |
|                                                         |                                                  | Pedro Fernández de Velasco y Manrique de Lara, II conte di Haro | Pedro Fernández de Velasco y Solier, I conte di Haro   |  |  |       |  |  |                                                    |  |  |                                                             |  |
|                                                         |                                                  | Pedro Fernández de Velasco y Manrique de Lara, II conte di Haro | Pedro Fernández de Velasco y Solier, I conte di Haro   |  |  |       |  |  |                                                    |  |  |                                                             |  |
|                                                         |                                                  | Pedro Fernández de Velasco y Manrique de Lara, II conte di Haro | Beatriz Manrique de Lara y Castilla                    |  |  |       |  |  |                                                    |  |  |                                                             |  |
| Catalina de Velasco                                     |                                                  | Pedro Fernández de Velasco y Manrique de Lara, II conte di Haro |                                                        |  |  |       |  |  |                                                    |  |  |                                                             |  |
|                                                         |                                                  | Mencía de Mendoza y Figueroa                                    | Íñigo López de Mendoza, I marchese di Santillana       |  |  |       |  |  |                                                    |  |  |                                                             |  |
|                                                         |                                                  | Mencía de Mendoza y Figueroa                                    | Íñigo López de Mendoza, I marchese di Santillana       |  |  |       |  |  |                                                    |  |  |                                                             |  |
|                                                         |                                                  | Mencía de Mendoza y Figueroa                                    | Catalina Suárez de Figueroa, signora di Torija         |  |  |       |  |  |                                                    |  |  |                                                             |  |
| Luis de Zúñiga y Requesens, IV conte di Palamós         |                                                  | Mencía de Mendoza y Figueroa                                    |                                                        |  |  |       |  |  |                                                    |  |  |                                                             |  |
|                                                         | Galcerán de Requesens, I barone di Molins de Rey | Luis de Requesens, signore di Altafulla e La Nou                |                                                        |  |  |       |  |  |                                                    |  |  |                                                             |  |
|                                                         | Galcerán de Requesens, I barone di Molins de Rey | Luis de Requesens, signore di Altafulla e La Nou                |                                                        |  |  |       |  |  |                                                    |  |  |                                                             |  |
|                                                         | Galcerán de Requesens, I barone di Molins de Rey | Constança de Santa Coloma                                       |                                                        |  |  |       |  |  |                                                    |  |  |                                                             |  |
| Lluis de Requesens y Joan de Soler, II conte di Palamós | Galcerán de Requesens, I barone di Molins de Rey |                                                                 |                                                        |  |  |       |  |  |                                                    |  |  |                                                             |  |
|                                                         |                                                  | Isabel Joan de Soler                                            | …                                                      |  |  |       |  |  |                                                    |  |  |                                                             |  |
|                                                         |                                                  | Isabel Joan de Soler                                            | …                                                      |  |  |       |  |  |                                                    |  |  |                                                             |  |
|                                                         |                                                  | Isabel Joan de Soler                                            | …                                                      |  |  |       |  |  |                                                    |  |  |                                                             |  |
| Estefania de Requesens, III contessa di Palamós         |                                                  | Isabel Joan de Soler                                            |                                                        |  |  |       |  |  |                                                    |  |  |                                                             |  |
|                                                         |                                                  | Joan Roís de Liori, barone di Riba Roja                         | Sanc Rois de Liori, visconte di Gagliano               |  |  |       |  |  |                                                    |  |  |                                                             |  |
|                                                         |                                                  | Joan Roís de Liori, barone di Riba Roja                         | Sanc Rois de Liori, visconte di Gagliano               |  |  |       |  |  |                                                    |  |  |                                                             |  |
|                                                         |                                                  | Joan Roís de Liori, barone di Riba Roja                         | Ramoneta de Centelles y de Riu-sec                     |  |  |       |  |  |                                                    |  |  |                                                             |  |
| Hipòlita Roís de Liori y de Montcada                    |                                                  | Joan Roís de Liori, barone di Riba Roja                         |                                                        |  |  |       |  |  |                                                    |  |  |                                                             |  |
|                                                         |                                                  | Beatriz de Montcada y de Vilaragut                              | Pedro de Montcada y de Luna, signore di Villamarchante |  |  |       |  |  |                                                    |  |  |                                                             |  |
|                                                         |                                                  | Beatriz de Montcada y de Vilaragut                              | Pedro de Montcada y de Luna, signore di Villamarchante |  |  |       |  |  |                                                    |  |  |                                                             |  |
|                                                         |                                                  | Beatriz de Montcada y de Vilaragut                              | Juana de Vilaragut                                     |  |  |       |  |  |                                                    |  |  |                                                             |  |
|                                                         |                                                  | Beatriz de Montcada y de Vilaragut                              |                                                        |  |  |       |  |  |                                                    |  |  |                                                             |  |